# Teodosie Chirică
Teodosie Chirică (în rusă Феодосий Фёдорович Кирика, transliterat: Feodosii Fiodorovici Kirika, n. 11/23 ianuarie 1866, Varnița, Imperiul Rus – d. 2 decembrie 1937, Mîkolaiiv, RSS Ucraineană, URSS) a fost un episcop al Bisericii Ortodoxe Ruse, episcop de Nikolaev și, ulterior, de Kursk și Kostroma.

## Date biografice
S-a născut în 1866 în Varnița, gubernia Basarabia, în familia cântărețului bisericesc Teodor Chirică. A absolvit Seminarul Teologic din Chișinău.
În 1890 a slujit ca diacon al Bisericii „Sf. Nicolae” din satul Stanislav, gubernia Herson. În același an a fost hirotonit preot cu numire la biserica „Sf. Ioan cel Milostiv” din satul Olșanka din ținutul Elisavetgrad, aceeași gubernie, pentru postul vacant de preot III.
În perioada iunie 1891-iunie 1894 a slujit ca preot al bisericii din satul Demidovo, ținutul Tiraspol.
La 23 mai 1894 a fost transferat ca preot II în satul Novokrasnoe din ținutul Elisavetgrad.
În anii 1899-1900 a fost primul stareț al Bisericii „Adormirea Maicii Domnului” din satul Blijnii Hutor, ținutul Tiraspol.
În 1901 a fost aprobat ca misionar diecezan în ținutul Herson. El a predicat printre sectanți, stundiști, baptiști și inochentiști. A avut discuții publice cu staroverii.
În 1907 a fost transferat ca misionar în districtul protopopial Elisavetgrad, locuind în Elisavetgrad, iar în 1911 s-a mutat pentru a sluji în Episcopia Chișinăului ca misionar eparhial.
A participat la discuții educaționale săptămânale cu oameni simpli și intelectuali. A fost, de asemenea, autor de pamflete despre sectarism (Odesa, 1909-1912) și a publicat mai multe articole în Revista misionară. Pentru munca misionară a fost distins cu Ordinul „Sfânta Ana”.
În 1918, după unirea Basarabiei cu România, Chirică a refuzat să treacă la Biserica Ortodoxă Română și s-a stabilit la Odesa. Ulterior, a încercat să se stabilească în Basarabia românească, unde locuiau 2 dintre copiii săi, dar autoritățile sovietice nu i-au permis.
La 14 octombrie 1933, în Biserica „Înălțarea Domnului” din Odesa, arhimandritul Teodosie a fost sfințit episcop de Nikolaev, vicar al Episcopiei Odesei.
În perioada 23 mai-august 1937 a fost episcop de Kursk și Oboiansk. La începutul lui august 1937 a fost numit episcop la Kostroma.
La 26 august a aceluiași an a fost arestat. Protopopul Mihail Romanovski, care a fost arestat concomitent cu el, a fost acuzat că a aranjat acasă o cină pentru cler cu ocazia venirii episcopului Teodosie, unde, potrivit acuzării, au avut loc discuții contrarevoluționare în care a fost lăudat sistemul țarist și au fost discutate chestiuni legate de lupta împotriva puterii sovietice. Protopopul Mihail a confirmat că a fost o cină pentru cler, dar nu au existat conversații contrarevoluționare.
Episcopul Teodosie a fost judecat la 18 noiembrie 1937, în cadrul ședinței troicii NKVD din Nikolaev, fiind condamnat la moarte prin împușcare. Sentința de judecată a fost executată în noaptea de 2 decembrie 1937. În aceeași noapte a fost executat prin împușcare și fiul său, preotul Serghie Chirică, cleric din cadrul Eparhiei Hersonului.